# Niki de Sen Fal
Niki de Sen Fal (fr. Niki de Saint Phalle), rođena je kao Katarina Mari-Agnes Fal de Sen Fal (fr. Catherine Marie-Agnès Fal de Saint Phalle; Neji na Seni, departmanu Senski Visovi, 29. oktobra 1930, — San Dijego, 21. maja 2002) bila je francuska umetnica, skulptorka, slikarka i režiserka. Niki de Sen Fal najpre se bavila glumom i nije se umetnički obrazovala, ipak, počela je da slika 1952. Godine 1961. već pripada grupi "Novi Realisti", kao i Žerar Dešam, Sezar, Mimo Rotela, Kristo i Iv Klajn. Bila je supruga umetnika Žana Tenglija. 

## Biografija
Niki de Sen Fal je rođena u Francuskoj, ali se njena porodica, pogođena Velikom depresijom, seli u Sjedinjene Američke Države. Njen incestuozni otac snažno ju je uznemiravao. Ona radi najpre kao manekenka za časopise Vog, Lajf i El. Zatim, uz ohrabrenja slikara Hjua Vajsa (Hugh Weiss), započinje svoju umetničku karijeru.
Postaje slavna zahvaljujući performansima Pucnjevi (ili Slike Iznenađenja, fr. Les Tirs), u okviru kojih je posmatračima davano da iz puške pucaju na vrećice ispunjene bojom, koja zatim prska iz skupine gipsanih ispupčenja. Igrajući ulogu posrednika između francuske i američke avangarde, proširuje krug "Novih Realista". Stvarala je zavetne darove, zatim Ženske ( fr. Les Nanas), bujne i šarene žene od žica, papir-mašea i poliestera.
Njena poznija dela kao što je Fontana Igor Stravinski u Parizu ispred Centra Žorž Pompidu, Bašta Tarota u Kapalbiju u Toskani, ili Meta-Tengli, u slavu njenog nestalog muža, u sebi mešaju poeziju i humor, duh igre i strepnju. Angažovana u udruženju AIDS, umire od bolesti respiratornih organa, koja je povezana sa otrovnim isparenjima koje je umetnica udisala tokom pripremanja svojih dela.

## Pucnjevi
Godine 1961, kada je organizovana njena prva izložba, proslavlja se izvođenjem Pucnjeva: pričvršćene za dasku, tube ispunjene bojom su prekrivene gipsom i probijane pucnjevima iz puške. Taj novi način slikanja je plasira na međunarodnu umetničku scenu. 
Ova nova tehnika je vrsta umetničkog performansa. Delo se sastoji iz više elemenata, najpre trenutak pucnja, koji čini performans, ali isto tako i konačna slika, to platno isprskano bojom koje podseća na krvarenje na živo. Sa druge strane, Pucnjevi su prikaz ostvarenog nasilja. Dosta izmučena svojom prošlošću, u Pucnjevima nalazi načina da ispolji svoje unutrašnje demone; tako, pucajući na svoja platna, ona puca na svog oca, na društvo, ne bi li se oslobodila. Kako sama kaže: « U ljudskom srcu postoji želja da se sve uništi. Uništiti je način da potvrdimo da postojimo u odnosu na sve i protiv svega. »

## Ženske
Niki de Sen Fal istražuje umetničku predstavu uloge žene i stvara lutke u prirodnoj veličini. Njene žene postepeno dobijaju na čvrstini i postaju Ženske (fr. Les Nanas). Jedna serija ovih dela se nalazi na trajnoj postavci na mestu buvlje pijace u Hanoveru (Nemačka).
- "Gvendolin" ispred Muzeja Tengli u Bazelu (Švajcarska)
- Nana u Hanoveru u Nemačkoj.
- Nana u Hanoveru u Nemačkoj.
- Nana ispred muzeja moderne umernosti u Stokholmu u Švedskoj.

## Saradnja sa Žanom Tenglijem
Nakon razvoda sa piscem Herijem Metjusom, 13. jula 1971. udaje se za Žana Tenglija, koji se i sam, malo pre toga, razveo od svoje supruge Eve Aepli. 
Njihova umetnička saradnja proizvešće pre svega Kiklopa, u Mili la Foreu, Fontanu Stravinski u Parizu, fontanu Šato-Šinon, i Baštu Tarota u Kapalbiju u Italiji. Od juna do septembra 1966. pravi uz pomoć Žana Tenglija, Hon/Elle, veličanstvenu ženu dužine 28 m, visine 6 m i debljine 9 m, koja leži na leđima raširenih nogu u Muzeju Moderne Umetnosti u Stokholmu. Posetioci mogu da uđu u skulpturu kroz otvor između nogu. Unutra mogu videti nekoliko dela ove umetnice. Ovu skulpturu je umetnica nazvala Najveća kurva sveta.
- Fontana mladosti, Duizburg, Nemačka.

## Bašta Tarota
Inspirisana Gaudijevim Parkom Guelj u Barseloni, osniva, u Kapalbiju u Toskani 1979. Baštu Tarota koja u kojoj se nalazi skup monumentalnih skulptura inspirisanih tarotom. Njena su vrata prvi put otvorena 1998. Ove skulpture su naseljive i umetnica će u njima živeti sa svojom porodicom nekoliko godina. 

## Špilja
Nakon restauracije špilje, koja se nalazi na severozapadu Velike Herenhojzer Bašte u Hanoveru, povodom Svetske Izložbe 2000, Niki pretvara unutrašnjost ove građevine u pravo umetničko delo. Ovaj posao započinje 2001. a završava 2003. u skladu sa svojim planovima. Sastoji se iz tri sale ukrašene mozaicima: levo krilo je prekriveno belim ogledalima, desno krilo komadima tamnoplavog i crnog stakla, a centralna prostorija, kroz koju se ulazi, stazom od oblutaka svih nijansi, od ogledala kako belih tako i pozlaćenih i od crvenih, žutih i narandžastih staklića. Svi mozaici su prekriveni plastičnim figurinama na temu Čovekov Život. Spiralni ukrasi na ulazu u zgradu predstavljaju Duhovnost. Prostorija sa belim ogledalima na temu Dan i Život predstavlja, sa više od 40 postavljenih figurina, primere iz gotovo svih perioda stvaralaštva ove umetnice. Plavo krilo je Noć i Kosmos. Ženske figure, zakačene za zvezde plešu po noćnoplavom nebu. Prozori i vrata špilje su takođe ukrašeni ogledalima i stalkićima. 

## Bibliografija (na francuskom)
- , , Muzej moderne unetnosti u Parizu, 1993.
- , Petar Šamoni, 1995.
- , , izdavač Akatos, Lozana, 2001.
- , , Muzej moderne i savremene umetnosti, Nica, 2002.
- , Fernan Hazan, 2010.

## Spoljašnje veze
- (језик: енглески) Zvanični sajt Niki de Sen Fal
- (језик: енглески) Niki Muzej u Nazu u Japanu
- (језик: француски) Galerija MAMACu Nici, Filip Baledent
- (језик: енглески) Niki de Sen Fal na Artciklopediji
- (језик: француски) Bašta Tarota
- (језик: немачки) špilja (brojne fotografije) Архивирано на веб-сајту  (16. септембар 2012)
- (језик: француски) Video, Pucnjevi Niki de Sen Fal